# Okręg wyborczy Thetford
Okręg wyborczy Thetford powstał w 1529 r. i wysyłał do angielskiej, a następnie brytyjskiej, Izby Gmin dwóch deputowanych. Okręg obejmował miasto Thetford w hrabstwie Norfolk. Został zlikwidowany w 1868 r.

## Deputowani do brytyjskiej Izby Gmin z okręgu Thetford

### Deputowani w latach 1529–1660
- 1606–1614: William Twysden
- 1624–1625: Drue Drury
- 1625: Robert Cotton
- 1640–1653: Thomas Wodehouse
- 1640–1648: Framlingham Gawdy
- 1659: Robert Steward
- 1659: William Stene

### Deputowani w latach 1660–1868
- 1660–1661: Philip Wodehouse
- 1660–1661: Robert Paston
- 1661–1679: Allen Apsley
- 1661–1669: William Gawdy
- 1669–1685: Joseph Williamson
- 1679–1685: William Harbord
- 1685–1689: Henry Heveningham
- 1685–1689: William de Grey
- 1689–1689: Henry Hobart
- 1689–1689: William Harbord
- 1689–1695: Francis Guybon
- 1689–1690: John Trenchard, wigowie
- 1690–1690: William Harbord
- 1690–1695: Baptist May
- 1695–1696: Joseph Williamson
- 1695–1698: John Wodehouse
- 1696–1701: James Sloane
- 1698–1699: Joseph Williamson
- 1699–1701: Charles Paston, baron Paston
- 1701–1701: Joseph Williamson
- 1701–1701: Edmund Soame
- 1701–1702: Thomas Hanmer
- 1701–1702: John Wodehouse
- 1702–1705: Robert Benson
- 1702–1705: Edmund Soame
- 1705–1708: Thomas Hanmer
- 1705–1708: John Wodehouse
- 1708–1710: Robert Baylis
- 1708–1710: Thomas de Grey
- 1710–1710: Thomas Hanmer
- 1710–1722: Dudley North
- 1710–1713: Edmund Bacon
- 1713–1715: William Barker
- 1715–1722: John Ward
- 1722–1739: Edmund Bacon
- 1722–1733: Robert Jacomb
- 1733–1754: Charles FitzRoy-Scudamore
- 1739–1741: lord Augustus Fitzroy
- 1741–1761: lord Henry Beauclerk
- 1754–1761: Herbert Westfaling
- 1761–1774: Henry Seymour Conway, wigowie
- 1761–1768: Aubrey Beauclerk
- 1768–1774: John Drummond
- 1774–1774: Charles Stanhope, wicehrabia Petersham
- 1774–1780: Charles FitzRoy
- 1774–1782: Charles FitzRoy-Scudamore
- 1780–1784: Richard Hopkins
- 1782–1784: George FitzRoy, hrabia Euston, wigowie
- 1784–1790: Charles Kent
- 1784–1790: George Jennings
- 1790–1796: Robert John Buxton
- 1790–1802: Joseph Randyll Burch
- 1796–1806: John Harrison
- 1802–1806: Thomas Creevey
- 1806–1812: lord William FitzRoy
- 1806–1807: James Mingay
- 1807–1818: Thomas Creevey
- 1812–1818: lord John FitzRoy
- 1818–1830: lord Charles FitzRoy
- 1818–1826: Nicholas Ridley-Colborne
- 1826–1830: William Baring
- 1830–1834: lord James FitzRoy
- 1830–1831: Francis Baring
- 1831–1832: Alexander Baring, torysi
- 1832–1841: Francis Baring
- 1834–1842: Henry FitzRoy
- 1841–1848: William Baring
- 1842–1847: James Flower
- 1847–1863: William FitzRoy, hrabia Euston
- 1848–1857: Francis Baring
- 1857–1867: Alexander Baring
- 1863–1865: lord Frederick FitzRoy
- 1865–1868: Robert John Harvey
- 1867–1868: Edward Gordon